# Panheelderbeek
De Panheelderbeek (soms aangeduid als Grathemerbeek) begint bij Grathem waar de Uffelse Beek zich splitst in de Haelense Beek en de Panheelderbeek. De Panheelderbeek stroomt daarna in zuidelijke richting, heeft bij Panheel de Slijbeek als zijtak en mondt ten slotte samen met de Thornerbeek bij Wessem in de Maas uit. In 1820 is op de splitsing met de Haelense Beek een driekante aarden verhoging geplaatst met als doel het water beter tussen de beken en de watermolens daarop te verdelen. De Panheelderbeek is in 1948 gekanaliseerd. Het beekdal is leefgebied van de das.
Op de Panheelderbeek lagen vroeger enkele watermolens: de Panheeldermolen en de Bosmolen, beide bij Panheel.  